# Хасин, Герш Аронович
Герш Аронович Хасин (24 июля 1918, Бердичев, Бердичевский уезд, Волынская губерния, Украинская Народная Республика (ныне Житомирская область, Украина) — 6 февраля 1996, Златоуст, Челябинская область, Россия) — советский и российский учёный-металлург, доктор технических наук (1974), профессор (1976).

## Биография
Родился в 1918 году в Бердичеве, Бердичевский уезд, Волынская губерния, Украинская Народная Республика (ныне Житомирская область, Украина). Поступил на специальность «Физическое металловедение» в Ленинградский политехнический институт, который окончил в 1941 году.
В июле—октябре 1941 года работал инженером в центральной исследовательской лаборатории завода «Электросталь», с декабря того же года — на Златоустовском металлургическом заводе. В 1942 году перешёл в центральную заводскую лабораторию, а с 1958 по 1988 год занимал должность начальника Центральной заводской лаборатории, параллельно с 1953 года преподавал в златоустовском филиале Челябинского политехнического института (ЧПИ, после ЧГТУ). В 1970—1973 годах — заведующий кафедрой общей металлургии Златоустовского филиала ЧПИ. В 1988 году ушёл с завода и занимался только преподавательской деятельностью в златоустовском филиале ЧГТУ.
В 1973 году защитил диссертацию на соискание степени доктора технических наук на тему «Изучение закономерностей кристаллизации при электрошлаковом и вакуумном дуговом переплавах в целях повышения качества металла».
Умер в Златоусте в 1996 году.

## Научная деятельность
Сфера научных интересов — повышение качества металлопродукции. Разработал основы новых процессов — тёплого и горячего волочения труднодеформируемых сталей, сверхбыстрой рекристаллизации наклёпанной стали при помощи токов высокой частоты (внедрённых в промышленное производство на Златоустовском металлургическом заводе).
Автор более 500 научных публикаций, свыше 130 изобретений. Научный руководитель 12 кандидатов наук.

## Признание и награды[1]
- Заслуженный изобретатель РСФСР (1980);
- Лауреат премии Совета Министров СССР (1985);
- Орден «Знак Почёта» (1966);
- медали;
- грамота им. П. П. Аносова;
- Почётный знак Минвуза «За отличные успехи в работе».